# 로마인 편입 10개년
로마인 편입 10개년(Decade of Roma Inclusion)은 중유럽과 남유럽 국가들의 발기로 시작된 운동으로서, 로마인(‘집시’)의 사회적 경제적 지위 향상과 사회 전반의 편입 포용력 확대를 목표로 한다. 이 운동은 2005년에 시작되었으며 2015년까지 계획되고 있다. 이 운동은 유럽 최초의 국제적인 시도로서 로마들의 생활수준의 향상을 의도한 점에 큰 의의가 있다.
이 운동에 참여한 아홉 국가는 루마니아, 마케도니아 공화국, 몬테네그로, 불가리아, 세르비아, 슬로바키아, 체코, 크로아티아, 헝가리이다. 이들 나라에서 특히 로마인은 주요 소수민족이다. 하지만 아직도 그들의 정치적, 경제적 지위는 매우 낮은 것이 사실이다.
2005년에 이 국가 정부들은 이 운동을 촉구하였으며 로마인들과 다른 비로마인들 간의 생활수준의 축소에 힘을 기울일 것과 빈곤의 악순환으로부터의 이탈과 차별로부터 벗어날 수 있도록 도와줄 것을 약속하였다.